# Amphipithecidae
Amphipithecidae — родина вимерлих приматів парворяду Вузьконосі (Catarrhini). Це найпримітивніші вищі примати, викопні рештки яких відомі з верхнього еоцену Бірми і Таїланду та раннього олігоцену Пакистану (31-37 млн років тому). Родинні відносини з іншими приматами не визначені.

## Опис
Відомі за фрагментами щелеп і зубів, на яких присутні одночасно риси, властиві напівмавпам, довгоп'ятам і вищим мавпам. Розмір цих тварин був приблизно з мавпу, вага від 1 до 8 кг — помітно крупніша, ніж у більш древніх приматів. Амфіпітеціди жили на деревах, живились фруктами, листям і комахами.

## Класифікація
Родина включає такі роди:
- Amphipithecus
- Bugtipithecus Marivaux et al. 2005
- Ganlea Beard et al., 2009
- Myanmarpithecus Takai et al. 2001
- Pondaungia Pilgrim 1927
- Siamopithecus Beard et al. 2009